# Eparchie vinnycká
Eparchie Vinnycja je eparchie ukrajinské pravoslavné církve Moskevského patriarchátu.

## Území a titul biskupa
Zahrnuje správní hranice území Barského, Vinnyckého, Žmerynského, Kozjatynského, Kalynivského, Litynského a Chmilnyckého rajónu Vinnycké oblasti.
Eparchiálnímu biskupovi náleží titul biskup vinnycký a barský.

## Historie
Dne 9. května 1936 byl zřízen vinnycký vikariát podolské a braclavské eparchie. Sídlem vikáře byl Šargorodský monastýr svatého Mikuláše Divotvorce. Dne 25. března 1861 byl vikariát zrušen a roku 1904 byl obnoven.
Roku 1919 bylo centrum Podolské gubernie přeneseno z Kamence Podolského do Vinnyce.
V únoru 1932 byla zřízena Vinnycká oblast a vikariát byl přeměněn na samostatnou eparchii.
V polovině 80 let byla eparchie největší eparchií Moskevského patriarchátu. Měla 265 farností, kde sloužilo 149 kněží a tři diákoni. Do roku 1994 měla 561 farností.
Dne 4. října 1994 bylo Svatým synodem Ukrajinské pravoslavné církve rozhodnuto o rozdělení eparchie na eparchii vinnycko-mohylivpodilskou a tulčynsko-braclavskou.
Dne 5. ledna 2013 byla zřízena samostatná eparchie mohylivpodilská.

## Seznam biskupů

### Vinnycký vikariát podolské eparchie
- 1836–1841 Jevgenij (Dobrotvorskij)
- 1841–1842 Iustin (Michajlov)
- 1842–1847 Afanasij (Drozdov)
- 1847–1850 Jevsevij (Orlinskij)
- 1851–1857 Makarij (Bulgakov)
- 1861–1861 Izrail (Lukin)
- 1904–1905 Kliment (Vernikovskij)
- 1912–1914 Boris (Šipulin)
- 1914–1917 David (Kačachidze)
- 1917–1918 Pimen (Pegov)
- 1918–1925 Amvrosij (Poljanskij) svatořečený vyznavač
- 1926–1928 Feodosij (Vaščynskyj)
- 1928–1931 Varlaam (Kozulja)
- 1932–1933 Filaret (Linčevskyj)

### Eparchie vinnycká
- 1933–1937 Olexandr (Petrovskyj) svatořečený mučedník
- 1937–1937 Innokentij (Tichonov) svatořečený mučedník
- 1942–1943 Jevlohij (Markovskyj)
- 1944–1945 Maxim (Bačinskij)
- 1945–1946 Varlaam (Borysevyč)
  - 1946–1947 protojerej N. M. Salata dočasný správce
- 1947–1948 Jakiv (Zajka)
- 1949–1951 Inokentij (Zelnyckyj)
- 1951–1955 Andrij (Suchenko)
- 1955–1961 Simon (Ivanovskij)
- 1961–1964 Ioasaf (Leljuchin)
- 1964–1975 Alipij (Chotovyckyj)
- 1975–1991 Agafangel (Savvin)
- 1991–1992 Feodosij (Dykun)
- 1992–1992 Agafangel (Savvin)
- 1992–2007 Makarij (Svystun)
  - 2007–2007 Pantelejmon (Baščuk) dočasný správce
- 2007–2018 Symeon (Šostackyj)
- od 2018 Varsonofij (Stoljar)